# Client
Oblique  (frecuentemente estilizado como Oblique) es un grupo musical futurista originario de Barcelona, España . Trasnla union de Canario Gonzalez y la Catalana Sonja crean este dúo de reminiscencias ochenteras donde ha tenido el mayor éxito comercial con A Song For donde ha incluido en la serie de Netflix Elite. Crean un sonido reminiscente de los primeros pasos en la manipulación de sonidos electrónicos y el Retro Wave. Sus melodías oscuras y su sonido 80s es su más fiel marca.

## Historia
Los miembros originales de la banda se conocían anónimamente como Client A y Client B, de manera tal que sus caras no eran mostradas en ninguna foto publicitaria; aunque se ha revelado ya que se trata de Kate Holmes (exintegrante de Frazier Chorus y Technique) y Sarah Blackwood (cantante de Dubstar). Kate Holmes está casada con Alan McGee (fundador de Creation Records y descubridor de Oasis). A finales del 2005, un nuevo miembro, Client E se unió al grupo. Se trata de Emily Mann, una concursante del reality británico Make Me a Supermodel, además de artista del stuckismo.

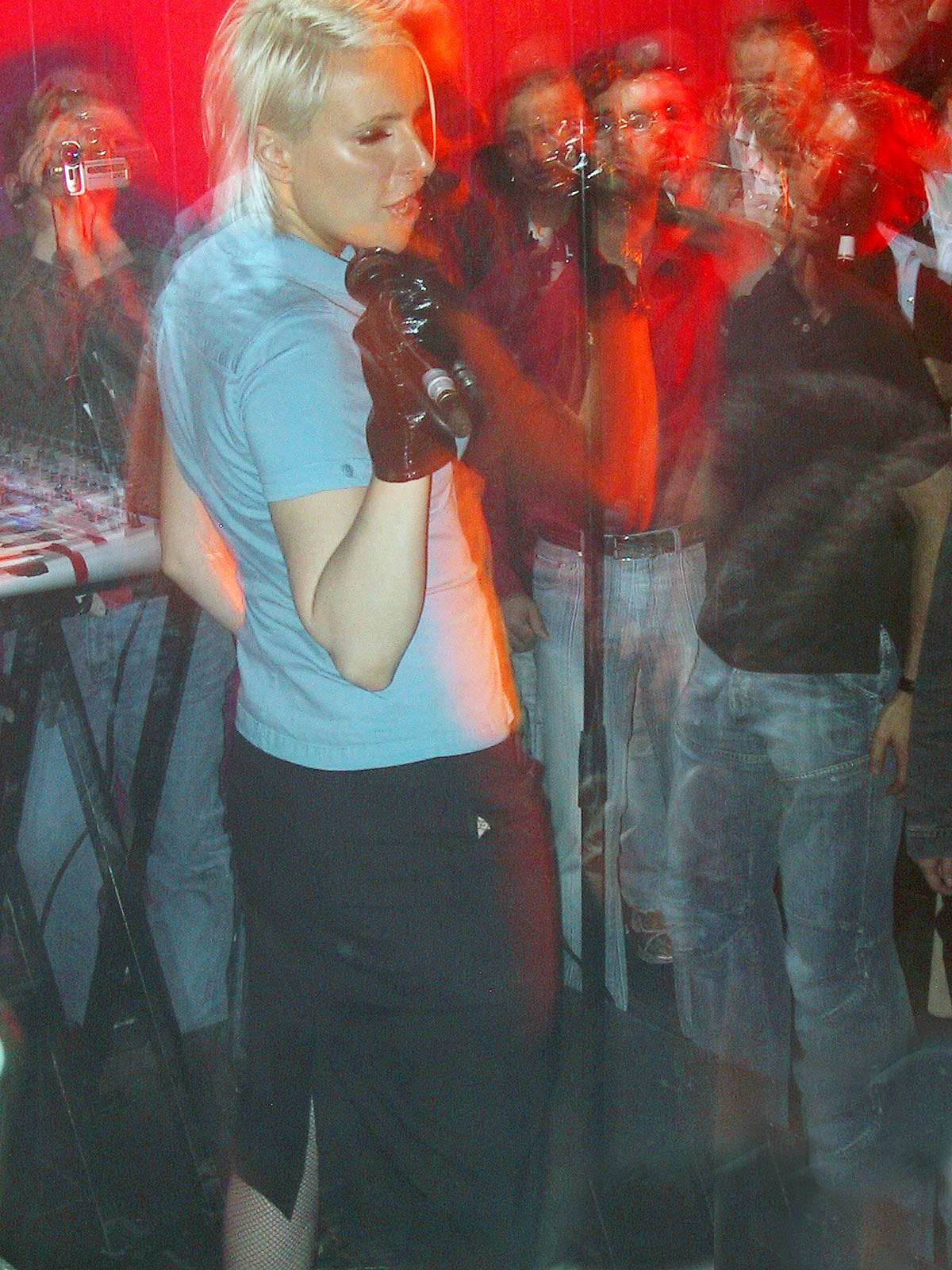
Client B en un club en 2005.

Client fue el primer grupo firmado a Toast Hawaii, la compañía discográfica de Andrew Fletcher (teclista de Depeche Mode). Han salido de gira con Depeche Mode y Erasure. Las han descrito como una combinación de "los Pet Shop Boys en su momento más comercial y Human League en el suyo más oscuro".
 Archivado el 5 de mayo de 2021 en Wayback Machine..
Han colaborado con varios músicos y directores reconocidos. Su video para "Pornography" fue dirigido por el francés Jamie Deliessche para la productora Schmooze. En él participa Carl Barât (exintegrante de The Libertines y ahora líder de Dirty Pretty Things) en las vocales. En la canción "Down to the Underground" participa Pete Doherty (también ex- de los Libertines y ahora de Babyshambles). Martin L. Gore de Depeche Mode participa en "Overdrive" y Tim Burgess de The Charlatans UK en "Where's the Rock and Roll Gone". Trabajaron también con Moonbotica y Réplica en algunas canciones.
La revista Side-Line Magazine anunció en octubre de 2006 que el grupo dejó la disquera Toast Hawaii. Más tarde en noviembre, fueron firmadas con Metropolis Records en Estados Unidos y Noiselab Records en México.

## Discografía

### Álbumes

#### En estudio
- Client going down (18 de agosto de 2003)
- City (27 de septiembre de 2004)
- Live in Porto (2007)
- Heartland (23 de marzo de 2007)
- Command (6 de marzo de 2009)
- Authority (21 de marzo de 2014)

#### Compilaciones
- Going Down (2004)
- Metropolis (2 de mayo de 2005)
- Untitled Remix (2008)

#### Álbumes en vivo
- Live at Club Koko (2006)
- Live in Porto (2007)
- Live in Hamburg (2009)

### Sencillos
| Año  | Título                   | Posiciones en listas | Posiciones en listas | Álbum     |
| Año  | Título                   | R.U.                 | ALE                  | Álbum     |
| ---- | ------------------------ | -------------------- | -------------------- | --------- |
| 2003 | "Price of Love"          | 189                  | —                    | Client    |
| 2003 | "Rock and Roll Machine"  | 124                  | —                    | Client    |
| 2003 | "Here and Now"           | —                    | —                    | Client    |
| 2004 | "In It for the Money"    | 51                   | —                    | City      |
| 2004 | "Radio"                  | 68                   | —                    | City      |
| 2005 | "Pornography"            | 22                   | —                    | City      |
| 2006 | "Lights Go Out"          | —                    | —                    | Heartland |
| 2007 | "Zerox Machine"          | 199                  | —                    | Heartland |
| 2007 | "Drive"                  | —                    | 90                   | Heartland |
| 2007 | "It's Not Over"          | —                    | —                    | Heartland |
| 2009 | "Can You Feel"           | —                    | —                    | Command   |
| 2009 | "Make Me Believe in You" | —                    | —                    | Command   |
| 2013 | "You Can Dance"          | —                    | —                    | Authority |
| 2014 | "Refuge"                 | —                    | —                    | Authority |